# Persistent objector
Persistent objector (ang. trwały przeciwnik) – określenie państwa, które nie staje się związane określoną normą zwyczaju międzynarodowego, ponieważ sprzeciwia się jej w sposób stały, konsekwentny i jednoznaczny. Sprzeciw państwa, aby być skutecznym, powinien objawiać się już na etapie tworzenia normy zwyczajowej i być kontynuowany także w czasie, gdy nabrała już ona mocy prawnie wiążącej.
Istnienie instytucji persistent objector stanowi wyłom od zasady powszechnego obowiązywania norm zwyczaju międzynarodowego. Instytucja ta występuje bardzo rzadko i brak jest szerszej praktyki międzynarodowej co do możliwości powoływania się na nią.